# 上越市立国府小学校
上越市立国府小学校（じょうえつしりつ こくふしょうがっこう）は新潟県上越市五智にある公立小学校。

## 教育目標
「人間性豊かな　たくましい子ども」　～ともに学び、ともに歩み、ともに伸びる子～

## 経緯
明治7年5月16日上越市五智国分寺境内（竹の内草庵）にて開校。
その後、明治10年に字上ノ山、明治40年に字押出小路、昭和16年に現在地に移転し現在に至る。

## 沿革
- 1874年（明治 7年） 5月16日 - 第五中学区第二番小学分校として国分寺境内親鸞堂内にて開校。
- 1877年（明治10年） 5月     - 五智国分字上の山に新築移転。
- 1887年（明治20年） 4月     - 中頚城郡第4103小学区公立尋常科大豆小学校五智分場となる。
- 1892年（明治25年） 3月20日 - 国府村立国府尋常小学校と改称（独立校）。
- 1901年（明治34年）11月 3日 - 高志・春日・国府村合併により春日村立国府尋常小学校と改称。
- 1907年（明治40年） 9月15日 - 五智国分字押出小路に２階建校舎新築移転。
- 1937年（昭和12年） 2月11日 - 校旗制定樹立式。
- 1940年（昭和15年） 4月 1日 - 字毘沙門国分寺に校舎増改築、児童は三ヵ所で分散授業。
- 1941年（昭和16年） 4月 1日 - 春日村立国府国民学校（学制改革）。
- 1941年（昭和16年）11月17日 - 新校舎落成式、国分寺字毘沙門国分寺に新築移転（現校舎）。
- 1947年（昭和22年） 4月 1日 - 新学制により春日村立国府小学校と改称。
- 1948年（昭和23年） 4月 1日 - 7学級編成、昭和35年まで郷津に分校(冬季分校)。
- 1951年（昭和26年）11月18日 - 創立77周年記念式典、校歌・校章制定。
- 1955年（昭和30年） 2月 1日 - 高田市立国府小学校と改称（全村、高田市と合併）。
- 1955年（昭和30年） 4月 1日 - 直江津市立国府小学校と改称（分村合併）。
- 1959年（昭和34年） 5月16日 - 開校記念日行事として第1回相撲大会開催。
- 1969年（昭和44年） 1月19日 - PTA20周年記念式、校旗新調。
- 1971年（昭和46年） 4月29日 - 高田市・直江津市合併により上越市立国府小学校と改称。
- 1973年（昭和48年） 5月16日 - 国府小学校同窓会発足。
- 1973年（昭和48年）11月 3日 - 創立100周年記念式典。
- 1978年（昭和53年）10月14日 - ＰＴＡ創立30周年記念式典、記念誌「国府」「五智の歴史」発行。
- 1983年（昭和58年）11月 2日 - 創立110周年記念式典、同窓会10周年記念会報発行。
- 1984年（昭和59年） 3月23日 - PTA会報「こくふ」100号記念誌を発行。
- 1993年（平成 5年）11月 2日 - 創立120周年記念式典・祝賀会。
- 1998年（平成10年）10月25日 - 国府子どもまつりの際にＰＴＡ創設50周年記念事業を実施。
- 1999年（平成11年） 3月 1日 - PTA50周年記念誌発行。
- 2003年（平成15年）11月 9日 - 創立130周年記念式典、記念モニュメント「海は夕やけ」除幕式。
- 2013年（平成25年）11月 9日 - 創立140周年記念式典。

## 特色
国府小学校には後援会、同窓会、体育文化振興会、PTAの四団体があり学校や児童を支えている。

## 主な行事
- 体育大会[5月]
- マラソン大会[6月](1966年～)
- 相撲大会[9月](1959年～)
- 国府子どもまつり[10月](1976年～)
- わかしおフェスティバル[11月]

## 通学区域
- 国府一丁目、国府二丁目、国府三丁目、国府四丁目
五智一丁目、五智二丁目、五智三丁目、五智四丁目、五智五丁目、五智六丁目、五智新町
虫生岩戸、小丸山団地、加賀町、五智国分　及び雇用促進[1]

## 進学先中学校
- 上越市立直江津中学校
- 上越教育大学附属中学校
- 新潟県立直江津中等教育学校

## 交通アクセス
- 東日本旅客鉄道（JR東日本）・えちごトキめき鉄道 直江津駅より徒歩19分。